# Viribus unitis
Viribus unitis ist der Titel eines Marsches von Johann Strauss (Sohn) (op. 96). Das Werk wurde am 22. August 1851 im Wiener Volksgarten erstmals aufgeführt.

## Einzelnachweis
1. ↑  Quelle: Englische Version des Booklets (Seite 66) in der 52 CDs umfassenden Gesamtausgabe der Orchesterwerke von Johann Strauß (Sohn), Hrsg. Naxos (Label). Das Werk ist als erster Titel auf der 24. CD zu hören.